# باربوس بايتوني
باربوس بايتوني (الاسم العلمي: Barbus paytonii) هو أحد أنواع أسماك شعاعيات الزعانف المتميزة في فصيلة شبوطيات . توجد فقط في المغرب .
الموطن الطبيعي لها هو الأنهار. هي مهددة بخسارة موطنه.
يخضع التصنيف ونظاميات في البارب المغاربية لنزاع كبير. يعتبر بعض المؤلفين أن باربوس بايتوني نوعًا مميزًا، بينما يدرجه آخرون في الكاربوباص فريتشي.